# Copa de la Comunitat d'Estats Independents
La Copa de la Comunitat d'Estats Independents és una competició internacional de futbol per a clubs de l'antiga Unió Soviètica.

## Història
Aquesta competició s'instaurà després de la desintegració de la Unió Soviètica per a ser disputada entre tots els campions dels nous estats formats. Ucraïna refusà participar les dues primeres edicions.

## Palmarès
| Any  | Campió             | País        | Resultat      | Finalista                  | País        |
| ---- | ------------------ | ----------- | ------------- | -------------------------- | ----------- |
| 1993 | Spartak Moscou     | Rússia      | 8-0           | Belarus Minsk              | Belarús     |
| 1994 | Spartak Moscou     | Rússia      | 7-0           | Neftchi Fergana            | Uzbekistan  |
| 1995 | Spartak Moscou     | Rússia      | 5-1           | Dinamo Tbilisi             | Geòrgia     |
| 1996 | Dinamo Kyiv        | Ucraïna     | 1-0           | Spartak-Alanya Vladikavkaz | Rússia      |
| 1997 | Dinamo Kyiv        | Ucraïna     | 3-2           | Spartak Moscou             | Rússia      |
| 1998 | Dinamo Kyiv        | Ucraïna     | 1-0           | Spartak Moscou             | Rússia      |
| 1999 | Spartak Moscou     | Rússia      | 2-1           | Dinamo Kyiv                | Ucraïna     |
| 2000 | Spartak Moscou     | Rússia      | 3-0           | Zimbru Chisinau            | Moldàvia    |
| 2001 | Spartak Moscou     | Rússia      | 2-1           | Skonto Riga                | Letònia     |
| 2002 | Dinamo Kyiv        | Ucraïna     | 4-3           | Spartak Moscou             | Rússia      |
| 2003 | Sheriff Tiraspol   | Moldàvia    | 2-1           | Skonto Riga                | Letònia     |
| 2004 | Dinamo Tbilisi     | Geòrgia     | 3-1           | Skonto Riga                | Letònia     |
| 2005 | Lokomotiv Moscou   | Rússia      | 2-1           | Neftci Baki                | Azerbaidjan |
| 2006 | Neftci Baki        | Azerbaidjan | 4-2           | FBK Kaunas                 | Lituània    |
| 2007 | Pakhtakor Tashkent | Uzbekistan  | 0-0 (pen 9-8) | FK Ventspils               | Letònia     |
| 2008 | Khazar Lenkoran    | Azerbaidjan | 4-3           | Pakhtakor Tashkent         | Uzbekistan  |
| 2009 | Sheriff Tiraspol   | Moldàvia    | 1-1 (pen 5-4) | FK Aktobe                  | Kazakhstan  |
| 2010 | FC Rubin Kazan     | Rússia      | 5-2           | FK Aktobe                  | Kazakhstan  |
| 2011 | FC Inter Bakú      | Azerbaidjan | 0-0 (pen 6-5) | FK Shakhtyor Soligorsk     | Belarús     |

| Palmarès per clubs         |             | Títols | Subcampionats | Finals |
| -------------------------- | ----------- | ------ | ------------- | ------ |
| Spartak Moscou             | Rússia      | 6      | 3             | 9      |
| Dinamo Kyiv                | Ucraïna     | 4      | 1             | 5      |
| Sheriff Tiraspol           | Moldàvia    | 2      |               | 2      |
| Dinamo Tbilisi             | Geòrgia     | 1      | 1             | 2      |
| Neftci Baki                | Azerbaidjan | 1      | 1             | 2      |
| Pakhtakor Tashkent         | Uzbekistan  | 1      | 1             | 2      |
| Lokomotiv Moscou           | Rússia      | 1      |               | 1      |
| Khazar Lenkoran            | Azerbaidjan | 1      |               | 1      |
| FC Rubin Kazan             | Rússia      | 1      |               | 1      |
| FC Inter Bakú              | Azerbaidjan | 1      |               | 1      |
| Skonto Riga                | Letònia     |        | 3             | 3      |
| FK Aktobe                  | Kazakhstan  |        | 2             | 2      |
| Belarus Minsk              | Belarús     |        | 1             | 1      |
| Neftchi Fergana            | Uzbekistan  |        | 1             | 1      |
| Spartak-Alanya Vladikavkaz | Rússia      |        | 1             | 1      |
| Zimbru Chisinau            | Moldàvia    |        | 1             | 1      |
| FBK Kaunas                 | Lituània    |        | 1             | 1      |
| FK Ventspils               | Letònia     |        | 1             | 1      |
| FK Shakhtyor Soligorsk     | Belarús     |        | 1             | 1      |

| Palmarès per països | Títols | Subcampionats | Finals |
| ------------------- | ------ | ------------- | ------ |
| Rússia              | 8      | 4             | 12     |
| Ucraïna             | 4      | 1             | 5      |
| Azerbaidjan         | 3      | 1             | 4      |
| Moldàvia            | 2      | 1             | 3      |
| Uzbekistan          | 1      | 2             | 3      |
| Geòrgia             | 1      | 1             | 2      |
| Letònia             |        | 4             | 4      |
| Kazakhstan          |        | 2             | 2      |
| Belarús             |        | 2             | 2      |
| Lituània            |        | 1             | 1      |

Des de 2012 el torneig el disputen les seleccions sub-21 dels Estats de l'antiga Unió Soviètica, tot i que només 9 ho han fet en totes les edicions i 3 no ho han fet mai (Armènia, Azerbaidjan i Geòrgia). A més han participat seleccions alienes a la Unió Soviètica (Iran el 2012 i Finlàndia i Sud-àfrica el 2015), així com dues seleccions locals (Sant Petersburg i Moscou el 2014.
El format de la competició es comença amb 3 grups de 4 equips on juguen tots contra tots a una sola volta classificant-se pels quarts de final les dues primeres de cada grup i els dos millors tercers. Els quarts de grup i el pitjor tercer disputen els llocs 9é al 12é bé mitjançant lligueta (2012) o en dues eliminatòries (2013-2014), els perdedors dels quarts de final lluiten pels llocs 5é al 8é per eliminatòries i els perdedors de les semifinals un partit pel tercer lloc.
| Palmarès per seleccions | 2012   | 2013   | 2014   | 2015   | Participacions | Quarts de final | Semifinals | Finals |
| ----------------------- | ------ | ------ | ------ | ------ | -------------- | --------------- | ---------- | ------ |
| Rússia                  | Or     | Or     | Argent | 5a     | 4              | 4               | 3          | 3      |
| Belarús                 | Argent | Bronze | Bronze | Bronze | 4              | 4               | 4          | 1      |
| Ucraïna                 | Bronze | Argent | Or     |        | 3              | 3               | 3          | 2      |
| Letònia                 | 4a     | 11a    | 8a     | 10a    | 4              | 2               | 1          |        |
| Lituània                | 6a     | 4a     | 7a     | 12a    | 4              | 3               | 1          |        |
| Kazakhstan              | 7a     | 6a     | 5a     | 7a     | 4              | 4               |            |        |
| Moldàvia                | 8a     | 5a     | 9a     | 9a     | 4              | 2               |            |        |
| Iran                    | 5a     |        |        |        | 1              | 1               |            |        |
| Tadjikistan             | 11a    | 8a     | 11a    | 8a     | 4              | 2               |            |        |
| Estònia                 | 10a    | 10a    | 4a     | 11a    | 4              | 1               | 1          |        |
| Kirguizstan             | 9a     | 9a     | 12a    | 6a     | 4              | 1               |            |        |
| Turkmenistan            | 12a    | 12a    |        | 4a     | 3              | 1               | 1          |        |
| Uzbekistan              |        | 7a     |        |        | 1              | 1               |            |        |
| Sant Petersburg         |        |        | 6a     |        | 1              | 1               |            |        |
| Moscou                  |        |        | 10a    |        | 1              |                 |            |        |
| Finlàndia               |        |        |        | Argent | 1              | 1               | 1          | 1      |
| Sud-àfrica              |        |        |        | Or     | 1              | 1               | 1          | 1      |